# Обергрёнинген
Обергрёнинген (нем. Obergröningen) — община в Германии, в земле Баден-Вюртемберг. 
Подчиняется административному округу Штутгарт. Входит в состав района Восточный Альб.  Население составляет 464 человека (на 31 декабря 2010 года). Занимает площадь 5,86 км².